# Dear John (filme)
Dear John (bra: Querido John; prt: Juntos ao Luar) é um filme estadunidense de 2010, do gênero filme de drama romântico de guerra, dirigido por Lasse Hallström para a Screen Gems, com roteiro de Jamie Linden baseado no romance Dear John, de Nicholas Sparks.

## Elenco
- Channing Tatum como John Tyree
- Amanda Seyfried como Savannah Lynn Curtis
- Scott Porter como Randy
- Richard Jenkins como Mr. Tyree
- Henry Thomas como Tim Wheddon
- Braeden Reed como Alan criança
- Luke Benward como Alan (com 14 anos)
- D.J. Cotrona como Noodles
- Cullen Moss como Rooster
- Gavin McCulley como Starks
- Bryce Hayes como Harris

## Trilha sonora
| N.º | Título                                        | Artista                             | Duração |  |
| 1.  | "Paperweight"                                 | Joshua Radin e Schuyler Fisk        | 3:26    |  |
| 2.  | "The Moon"                                    | The Swell Season                    | 4:44    |  |
| 3.  | "Amber"                                       | 311                                 | 3:29    |  |
| 4.  | "Excelsior Lady"                              | The Donkeys                         | 3:37    |  |
| 5.  | "Things & Time"                               | Wailing Souls                       | 3:21    |  |
| 6.  | "Little House"                                | Amanda Seyfried e Marshall Altman   | 3:24    |  |
| 7.  | "This Is the Thing"                           | Fink                                | 4:34    |  |
| 8.  | "Think of Me"                                 | Rosi Golan                          | 3:12    |  |
| 9.  | "You Take My Troubles Away"                   | Rachael Yamagata e Dan Wilson       | 3:45    |  |
| 10. | "Dear John Theme"                             | Deborah Lurie                       | 1:55    |  |
| 11. | "Set the Fire to the Third Bar" (faixa bônus) | Snow Patrol (ft. Martha Wainwright) |         |  |

## Música
A trilha sonora para Dear John foi composta por Deborah Lurie, que a gravou junto com Hollywood Studio Symphony no Warner Brothers Eastwood Scoring Stage. A trilha sonora contendo músicas foi lançado em 2 de fevereiro de 2010 da Relativity Media Group, e um álbum da trilha sonora foi lançado digitalmente no mesmo dia.[carece de fontes?]

## Recepção

### Bilheteria
Dear John estreou em primeiro lugar com US$ 30 milhões na semana de estreia, derrubando Avatar depois de sete fins de semana em primeiro lugar. O filme foi a segunda maior estreia de um filme de abertura de fim de semana do Super Bowl, atrás apenas de Hannah Montana & Miley Cyrus: Best of Both Worlds Concert em 2008.
Ele é declaradamente a melhor estreia de um filme baseado em um livro de Nicholas Sparks. Havia gerado US$ 114 984 666 nas bilheterias.

### Resposta da crítica
O filme recebeu geralmente mistas com críticas negativas por críticos, com alguns elogiando as performances e a química entre Seyfried e Tatum, e comentando sobre a trama clichê e roteiro. Metacritic, que atribui uma média ponderada pontuação de 1-100 comentários de críticos de cinema, tem uma pontuação de 43%, com base em 34 avaliações. E no Rotten Tomatoes, ganhou 28% com a pontuação média de 4,4/10